# Friedrich Meckseper
Friedrich Meckseper (* 8. Juni 1936 in Bremen; † 5. Juni 2019) war ein deutscher Maler, Grafiker, Zeichner, Konstrukteur und Autor.

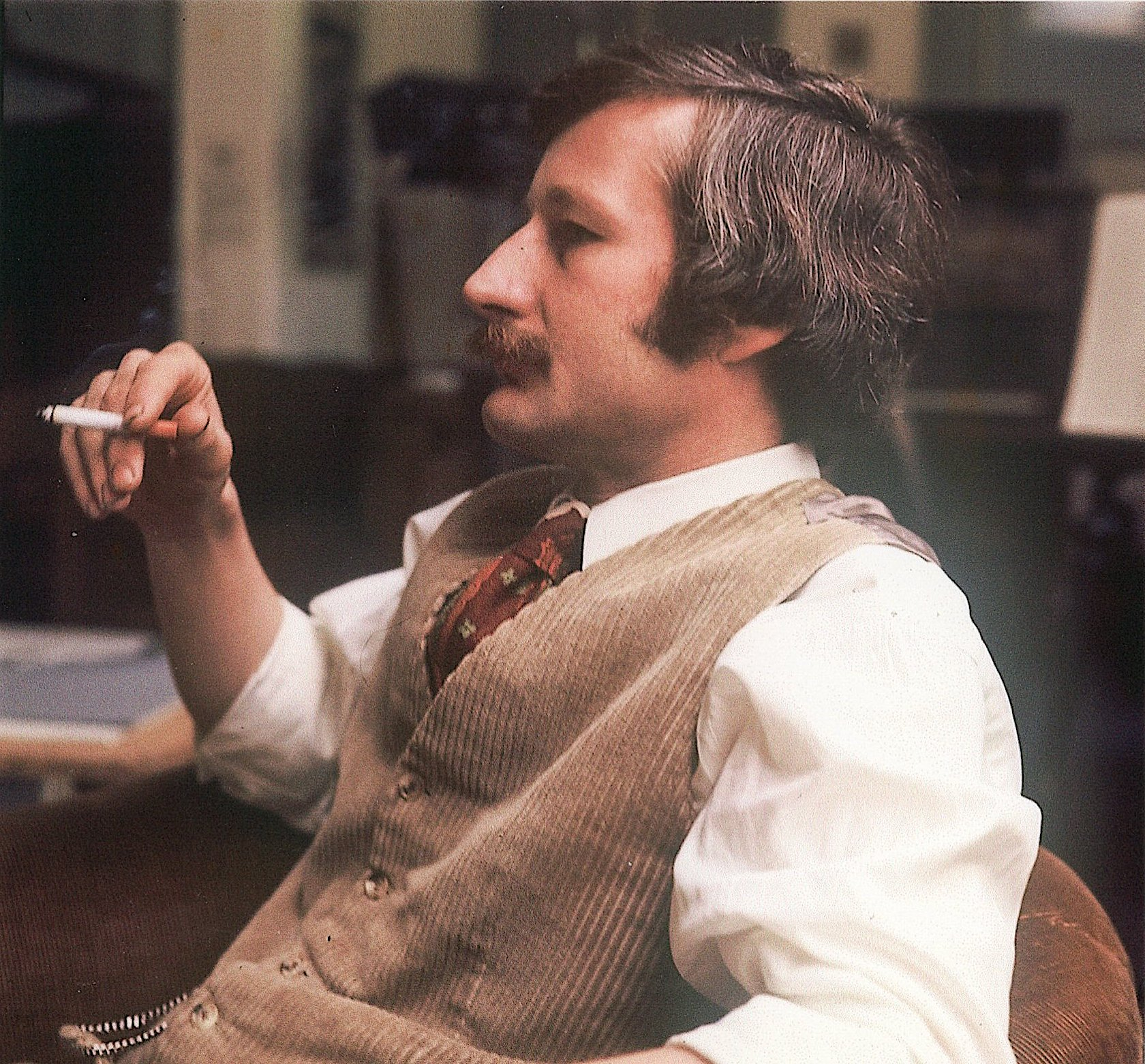
Friedrich Meckseper 1969 in Worpswede

## Biografie
Meckseper wuchs in Stuttgart auf. Der Bauforscher Cord Meckseper ist sein älterer Bruder. Seine von 1952 bis 1955 dauernde Mechanikerlehre machte er mit geplantem Berufsziel Lokomotivkonstrukteur. Dann begann er zunächst ein Studium an der Staatlichen Akademie der Bildenden Künste Stuttgart unter Karl Rössing, um dies von 1957 bis 1959 an der Hochschule für bildende Künste Berlin unter Wolf Hoffmann fortzusetzen. In diese Zeit fallen auch die ersten seiner Radierungen.
Neben seinem künstlerischen Schaffen war Meckseper auch technisch interessiert. Er konstruierte und baute von 1972 bis 1974 ein Dampfboot und überquerte zwischen 1978 und 1986 fünfmal die Alpen in einem Gasballon.

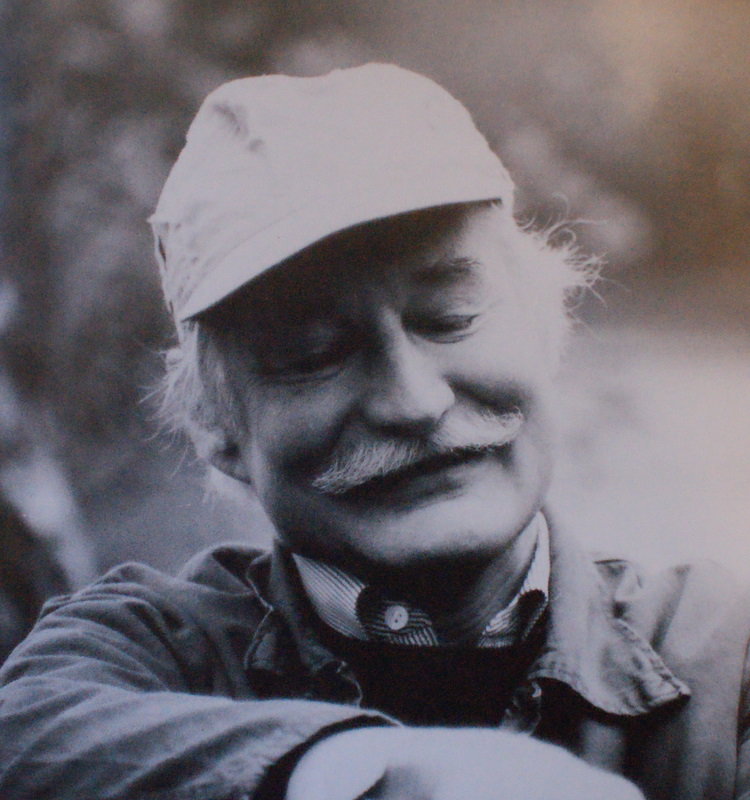
Friedrich Meckseper (1990)

Meckseper war beeinflusst durch zum Beispiel Anton Heyboer, Julius Bissier, Athanasius Kircher, Leonardo da Vinci, Hieronymus Bosch und Saul Steinberg. Seine Ölbilder, Radierungen, Collagen, Zeichnungen und Objekte zeichnen sich oft durch eine rätselhafte und geheimnisvolle Spannung in einer minimalistischen Anordnung von Gegenständen aus, gepaart mit einer großen Präzision in der technischen Ausführung. Zudem finden sich in seinen Werken oftmals technische Elemente wie zum Beispiel Unruhen, Zahnräder oder Uhren wieder. Gemeinsam mit seiner zweiten Ehefrau, der Schriftstellerin Sibylle Lewitscharoff, veröffentlichte Friedrich Meckseper im September 2013 den Roman Pong redivivus, eine Fortsetzung von Lewitscharoffs Erzählung Pong von 1998.
Meckseper, von 1961 bis 1984 wohnhaft im Künstlerdorf Worpswede, lebte ab 1985 in Berlin. Viele seiner Werke sind Teile der Sammlung seines Freundes Carl Großhaus. Aus erster Ehe hat er drei Kinder, Julia (* 1963), Josephine (* 1964) und Cornelius (* 1967). Seine Tochter Josephine ist ebenfalls Künstlerin.

## Einzelausstellungen
- 1960: Oldenburg, Schlossmuseum
- 1961: Bremen, Böttcherstraße
- 1965: Braunschweig, Kunstverein und Oldenburg, Schlossmuseum
- 1966: Salzgitter, Kunstverein
- 1967: Hameln, Kunstkreis
- 1968: Hagen, Karl-Ernst-Osthaus-Museum
- 1968: Galerie Niepel, Düsseldorf
- 1969: Bonn, Städtische Kunstsammlung
- 1972: Kunstpavillon Soest
- 1972: Kunstverein für die Rheinlande und Westfalen, Düsseldorf
- 1974: Nürnberg, Germanisches Nationalmuseum
- 1976: Bremen, Kunsthalle
- 1977: Rotterdam, Museum Boijmans Van Beuningen
- 2012: Lilienthal bei Bremen, Kunstschau Wümme Wörpe Hamme
- Dazu zahlreiche Ausstellungen in Privatgalerien wie: Die Insel, Brockstedt, Steinrötter, Schmücking, Bassenge, Niepel, Cramer, Peerlings und  Börjeson
- Weitere Ausstellungen in der Schweiz, England, Frankreich, Holland, Japan, Schweden und den USA

## Gastprofessuren und Lehraufträge
- 1968: Gastdozent an der Reading University (Fine Art Department), England
- 1977: Leitung der Radierklasse an der internationalen Sommerakademie Salzburg
- 1977: Gastdozent an der Gesamthochschule Wuppertal
- 1978, 1979 und 1987: Leitung der Radierklasse an der internationalen Sommerakademie Salzburg
- 1989: Leitung der Radierklasse Schwäbischer Kunstsommer Irsee
- 1992: Gastdozent an der Kyoto Seika University (College of Fine Art) Japan

## Preise
- 1963: Deutscher Rompreis Villa Massimo
- 1965: Burda-Preis für Graphik, München
- 1970: Preis des President of Kokusai Bunka Shinkokai, 7th International Print Biennale, Tokio
- 1982: Preis der 6. Norwegian International Print Biennale, Frederikstad
- 1990: 1. Preis der 1st Kochi International Print Triennale, Japan
- 1993: Preis der 2nd Kochi International Print Triennale, Japan